# Caerostris sexcuspidata
Caerostris sexcuspidata, también conocida como araña de corteza común, es una especie de araña del género Caerostris, familia Araneidae. Fue descrita científicamente por Fabricius en 1793.
Es una araña de telaraña principalmente nocturna, la hembra construye una gran telaraña que se extiende entre los árboles o arbustos. Durante el día, desmantela su red y se retira a una rama cercana, metiendo sus piernas, que están cubiertas de vello fino, contra su cuerpo, para mezclarse con el entorno y parecerse a una rama. Aunque es principalmente nocturna, esta araña se puede encontrar en áreas sombreadas y boscosas durante el día. La superficie dorsal tiene un color críptico con proyecciones que ayudan a camuflarse; las patas tienen un color monótono visto desde arriba y claramente con bandas blancas cuando se ven desde abajo. Se encuentra en el sur de África y muestra una variación considerable en la forma del abdomen. El abdomen sobresale sobre el caparazón, mientras que los ocho ojos pequeños están ubicados en un tubérculo en la parte delantera del caparazón. Mide aproximadamente 8-22 milímetros de longitud.
Se distribuye por Sudáfrica, Zimbabue, Islandia, Tanzania, Madagascar, Kenia, República Democrática del Congo, Malaui, Angola, Brasil, Botsuana, Camerún, Mozambique, Namibia, Ruanda, Seychelles y Zambia. La especie se mantiene activa durante todos los meses del año.